# Crossopriza johncloudsleyi
Crossopriza johncloudsleyi is een spinnensoort uit de familie trilspinnen (Pholcidae). De soort komt voor in Yemen. 